# Вооружение

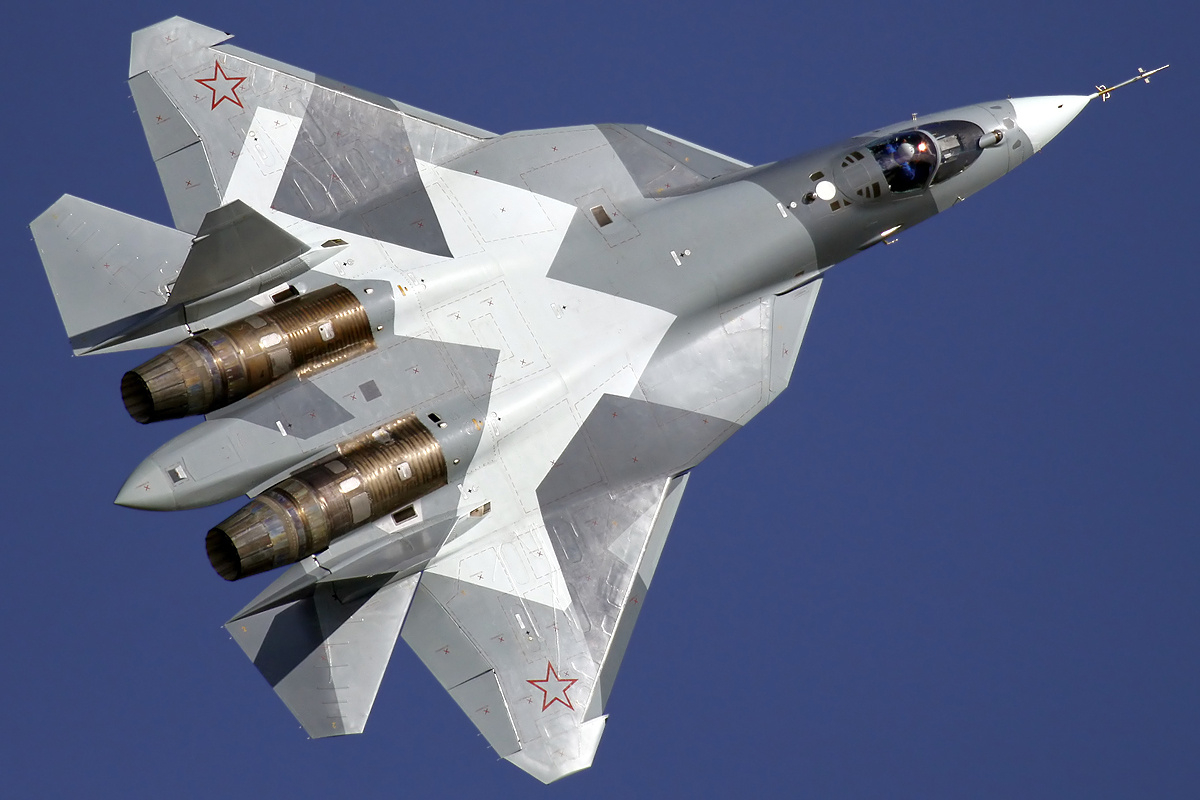
Су-57 во время демонстрационного полёта на авиасалоне МАКС-2011.

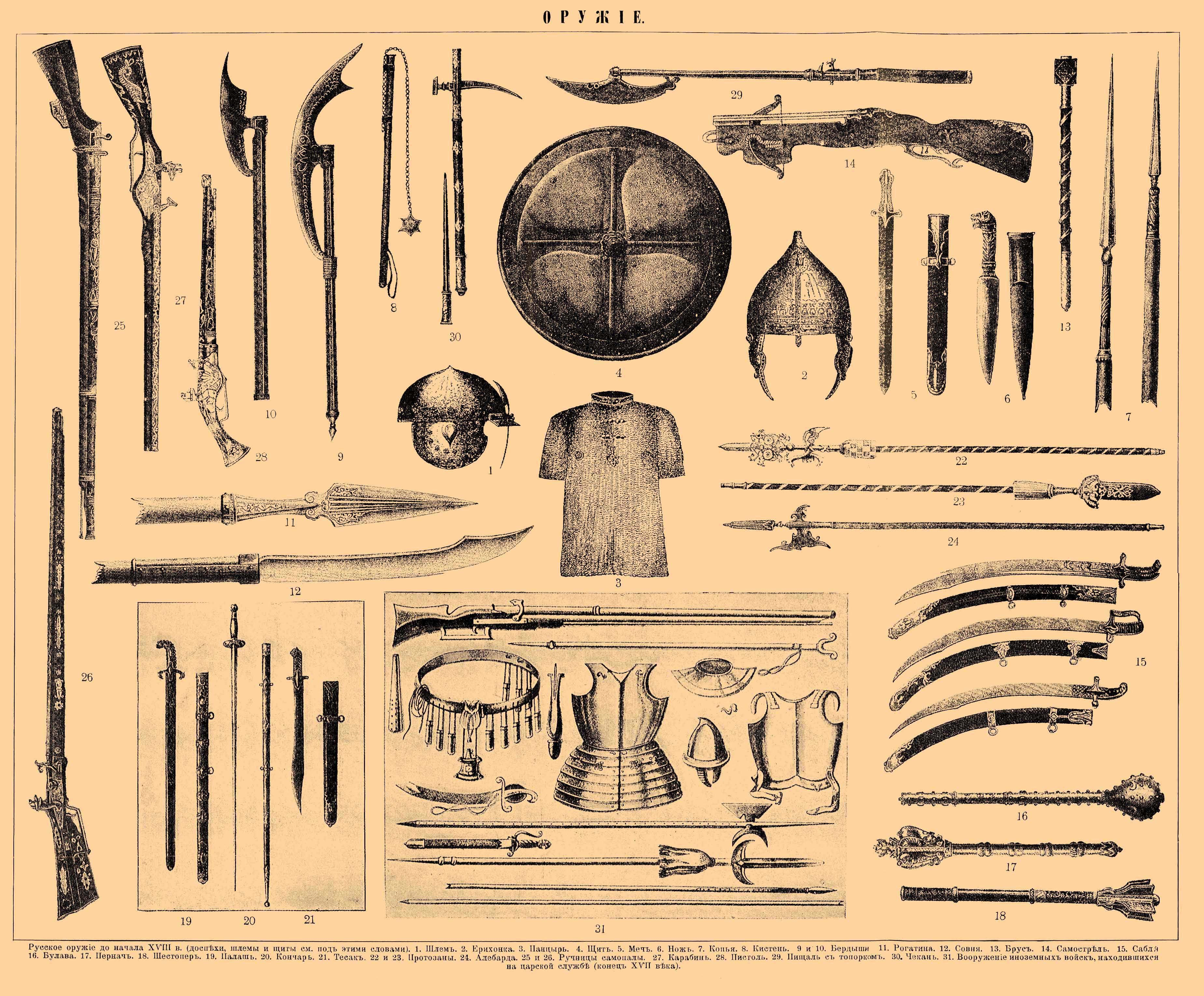
Русское оружие, до начала XVIII столетия.

Вооружение — это комплекс технических средств, предназначенных для поражения живой силы и объектов инфраструктуры противника. 
В другом источнике указано что вооруже́ние — совокупность средств, предназначенных для поражения живой силы, техники, сооружений и других объектов противника, а также составные части этих средств и комплектующие изделия, которыми оснащаются вооружённые силы для обеспечения их боевой и повседневной деятельности.
Вооружение обычно относят к боевой технике, но в некоторых случаях рассматривают как самостоятельное понятие. Вооружение и военная техника часто рассматриваются совместно (ВиВТ). 

## Состав
К вооружению относятся его элементы:
- оружие, в том числе и предохранительное или оборонительное[4];
- боевые припасы, а также средства их доставки к цели;
- системы прицеливания, пуска и управления;
- средства, обеспечивающие подготовку оружия к его применению;
- средства защиты (защитное вооружение)[1].

Отдельные элементы могут быть объединены в комплексы вооружений, например, артиллерийский комплекс, зенитно-артиллерийский комплекс, зенитный ракетный комплекс, противотанковый ракетный комплекс и так далее.

## Виды и типы
Вооружение бывает различных видов и типов, в зависимости от военного дела государства:
- Стрелковое;
- Артиллерийское;
- Бронетанковое;
- Ракетное;
- и так далее.

Вооружения могут принадлежать к разным родам войск (сил) или оружия видов вооружённых сил, спецвойскам и так далее, например, вооружения мотострелковых, танковых (броневых, механизированных), ракетно-артиллерийских и иных войск (сил) сухопутных войск, вооружения надводных, подводных и иных сил (родов) военно-морского флота, вооружения истребительных, штурмовых и иных сил (родов) военно-воздушных сил; или к отдельным родам войск, например, вооружения РВСН, воздушного десанта, инженерных войск, вооружения радиационной, химической и биологической защиты войск, специальных войск и служб и так далее. Помимо этого, виды вооружений классифицируются:
- по видам носителей (танковое, корабельное, авиационное);
- по характеру поражающего действия;
- по назначению;
- по способам доставки к цели средств поражения.

### Основное вооружение
Основное вооружение — вооружение, которое преобладает (стоит на оснащении) в том или ином виде формирования, и для применения которого предназначено данное формирование, например в танковой роте (тр) основное вооружение танк, хотя в ней имеется на оснащении и стрелковое, инженерное и другие виды и типы вооружения, а на эскадренном миноносце, в 1940-х годах, основное вооружение — торпедные аппараты, и в зависимости от проекта, дополнительное вооружение три — 8 орудий калибра 102 — 140 мм, зенитные пушки и пулемёты, глубинные бомбы.

### Предохранительное или оборонительное вооружение
Предохранительное или оборонительное вооружение (Охранительное) — имеет назначением предохранить воина от поражений, наносимых неприятельским оружием. Первообразом данного вида вооружения является щит, а в связи с развитием и совершенствованием военного дела появляются его различные виды и типы шлемов, лат, панцири, кольчуги и так далее.
На конец XIX столетия, оборонительное или предохранительное вооружение было введено только в крепостях, и оно состояло из металлических щитов и заслонов, защищающих стрелков и артиллерийскую прислугу от ружейного и шрапнельного огня. Металлические щиты изготавливались из прокатанной хромистой (1,75 % — хрома и 0,80 % — углерода) стали толщиной 5½ — 6½ миллиметров, и 3-линейная, оболочечная пуля не пробивала их с 50 метров.